# Chiesa dei Santi Giusto e Clemente (San Giusto Nuovo)
La chiesa dei Santi Giusto e Clemente, conosciuta anche come San Giusto Nuovo, si trova a Volterra, in provincia di Pisa, diocesi di Volterra.

## Storia e descrizione

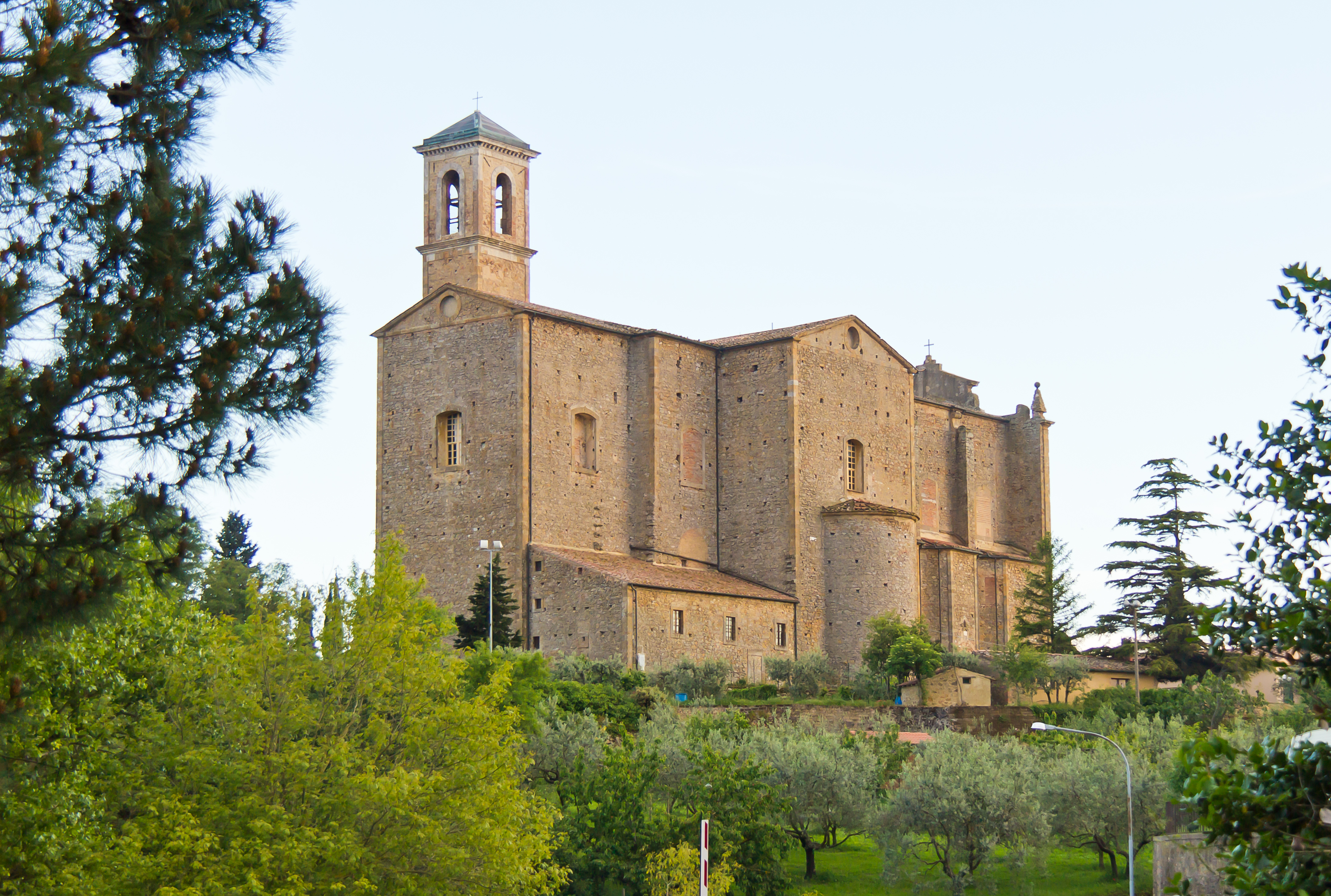
Chiesa dei Santi Giusto e Clemente

Iniziata il 28 ottobre 1628 su disegno dell'architetto Giovanni Coccapani e realizzata dal suo scolaro Ludovico Incontri, venne consacrata dal vescovo Galletti nel 1775.
Sostituì una chiesa preesistente, denominata San Giusto "in Botro", eretta dai Longobardi sulle grotte sepolcrali dei santi Giusto e Clemente: questo edificio fu parzialmente ingoiato dalle balze nel XVII secolo.
L'edificio è inquadrato scenograficamente da quattro colonne lapidee del X secolo, forse provenienti dalla vecchia chiesa, sormontate da statue in terracotta.
La facciata è delimitata da due paraste coronate da due obelischi di gusto borrominiano; sulle due paraste centrali, invece, si innesta il frontone.

### Interno
L'interno, ad aula unica, conserva un'antica mensa di altare, oggi murata nel coro, dove sono incisi i nomi di Cuniperto, re longobardo del VII secolo, del vescovo Gaudenziano e del gastaldo Alchis, fondatore del primo tempio dedicato a san Giusto.
Dentro un'urna posta sull'altare maggiore si conservano le reliquie dei primi evangelizzatori e martiri Carissimo, Dolcissimo e Crescenzio, con statue opera del carrarese Francesco Franchi (XVII secolo).
Vi si conservano tra l'altro, nella cappella della Compagnia, un affresco del Volterrano, Elia dormiente (1631), realizzato per la badia dei Santi Giusto e Clemente e qui trasportato alla fine del XIX secolo per il crollo dell'edificio, e una Visitazione di Cosimo Daddi.

## Opere già in loco
- La Madonna delle Grazie di Neri di Bicci, datata 1451, oggi al Museo Diocesano di Arte Sacra a Volterra, proviene da questa chiesa (in origine si trovava in San Giusto in "Botro"
- Sempre nel Museo diocesano di Volterra sono conservati ventidue archetti marmorei figurati, della seconda metà del Trecento, provenienti dalla recinzione corale o dal chiostro della chiesa di San Salvatore, adiacente all'abbazia camaldolese.